# Lias-d'Armagnac
 Lias-d'Armagnac  (en occitano Liars d'Armanhac) es una población y comuna francesa, ubicada en la región de Mediodía-Pirineos, departamento de Gers, en el distrito de Condom y cantón de Cazaubon.

## Demografía
| 293 | 246 | 230 | 205 | 189 | 183 |
| Para los censos de 1962 a 1999 la población legal corresponde a la población sin duplicidades (Fuente: INSEE [Consultar]) |     |     |     |     |     |